# Nana Glen
Nana Glen – miasto w Australii, w stanie Nowa Południowa Walia.